# إذاعة بومرداس
إذاعة بومرداس هي إذاعة محلية بولاية بومرداس الجزائرية تبث برامجها باللغة العربية على موجة أف أم 92.60.

## وصلات خارجية
- قائمة الإذاعات المحلية بالجزائر
- شبكة الإذاعات الجهوية

قالب:إذاعات جزائرية